# Anpan
L'anpan (あん パン,) és una pasta dolça japonesa farcida amb anko (pasta de mongeta azuki). Hi ha molts tipus d'anpan, incloent goma an, Shiro an, uguisu an i Kuri an, però l'original és el d'anko fet amb mongeta azuki.